# Шульте, Лиза
Лиза Шульте (нем. Lisa Schulte; род. 13 декабря 2000, Регенсбург, Бавария) — австрийская саночница. Чемпионка мира 2024 года, бронзовый призёр чемпионата Европы 2025 года. Член сборной Австрии по санному спорту. Призёр этапов Кубка мира. Участница зимних Олимпийских игр 2022 года.

## Биография
Шульте дебютировала на этапах Кубка мира в сезоне 2018/19 годов в Кенигзее. Там она заняла седьмое место в индивидуальной дисциплине. В общем зачёте Кубка мира по итогам сезона она финишировала на 30-й позиции.
В сезон 2019/20 годов на домашнем этапе в Иглсе Шульте в командной эстафете в составе австрийской сборной заняла второе место, что стало для неё первым подиумом на Кубке мира.
В сезоне 2020/21 годов Лиза постоянно принимала участие в этапах Кубка мира, она стартовала на всех без исключения этапах. В этом же сезоне она стала чемпионкой мира среди спортсменов до 23 лет. В общем зачёте Кубка мира Шульте заняла одиннадцатое место.
В первой гонке сезон 2021/22 года в Китае Шульте, заняв третье место, впервые в своей карьере поднялась на пьедестал почета в одиночном разряде. В феврале 2022 года австрийка приняла участие в первой для себя Олимпиаде в Пекине. В индивидуальных спусках в одиночных санях Лиза по итогам четырёх заездов заняла шестое место, уступив победительницы 1,431 секунды.
В 2024 году на Чемпионате мира по санному спорту в Альтенберге Шульте выиграла титул в одноместных санях.
Её брат Бастиан также занимается санным спортом.